# Lake Wabby
Lake Wabby är en sjö i Australien. Den ligger i delstaten Queensland, omkring 220 kilometer norr om delstatshuvudstaden Brisbane. Den ligger på ön Fraserön.
I omgivningarna runt Lake Wabby växer i huvudsak städsegrön lövskog. Genomsnittlig årsnederbörd är 1 545 millimeter. Den regnigaste månaden är mars, med i genomsnitt 290 mm nederbörd, och den torraste är september, med 24 mm nederbörd.